# 38 Special (Album)
38 Special (US #148) ist das Debüt-Album der Southern Rock Band 38 Special, veröffentlicht im Mai 1977 auf A & M Records. Es wurde 2003 remastered und auf dem Plattenlabel Lemon wiederveröffentlicht.

## Titelliste
1. Long Time Gone (Don Barnes, Jeff Carlisi, Kenny Lyons, Donnie Van Zant) 4:02
2. Fly Away (Barnes, Carlisi, Lyons, Van Zant) 5:15
3. Around and Around (Chuck Berry) 3:27
4. Play A Simple Song (Carlisi, Van Zant) 3:13
5. Gypsy Belle (Barnes, Carlisi, Van Zant) 4:58
6. Four Wheels (Barnes, Carlisi, Van Zant) 4:41
7. Tell Everybody (Barnes, Van Zant) 4:09
8. Just Hang On (Barnes, Carlisi, Van Zant) 5:00
9. I Just Wanna Rock & Roll (Barnes, Van Zant, Carlisi) 5:56

## Besetzung
- Donnie Van Zant – Gesang
- Don Barnes – Gitarre, Gesang, Hintergrundgesang
- Jeff Carlisi – Dobro, Gitarre, Steel-Gitarre
- Larry Junstrom – Bass
- Jack Grondin – Posaune
- Steve Brose – Perkussion, Schlagzeug

Zusätzliches Personal
- Lani Groves – Gesang, Hintergrundgesang
- Carl Hall – Gesang, Hintergrundgesang
- Joslyn Brown – Gesang, Hintergrundgesang
- Terry Emery – Perkussion, Klavier
- Dan Hartman – Klavier, Gesang
- Kenny Lyons – Bass

## Rezeption
John Swenson zieht im Rolling Stone Magazine im August 1977 den Vergleich mit Lynyrd Skynyrd: „Donnie's persona is more innocent and hedonistic. He'll have to get past that if he wants to be more than a wan reflection of his brother.“ („Donnie ist unschuldiger und hedonistischer als sein Bruder. Er wird dies überwinden müssen, wenn er mehr als ein blasses Abbild seines Bruders sein will“)
Allmusic vergibt 2 von 5 Punkten.